# Саришабари
Саришабари (бенг. সরিষাবাড়ী, англ. Sarishabari) — город и муниципалитет на севере Бангладеш, административный центр одноимённого подокруга. Площадь города равна 23,60 км². По данным переписи 2001 года, в городе проживало 52 639 человек, из которых мужчины составляли 51,42 %, женщины — соответственно 48,58 %. Плотность населения равнялась 2230 чел. на 1 км². Уровень грамотности населения составлял 35,9 % (при среднем по Бангладеш показателе 43,1 %). 